# Đinh Đức Lập
Đinh Đức Lập, nguyên tổng biên tập báo Đại Đoàn Kết trực thuộc Ủy ban Trung ương Mặt trận Tổ quốc Việt Nam, là người đã dính dáng tới một số sai phạm ở Trung ương Đoàn TNCS Hồ Chí Minh và báo Đại Đoàn Kết.

## Tiểu sử
Đinh Đức Lập, sinh ngày 9 tháng 1 năm 1956, người gốc Quảng Yên, Quảng Ninh, nguyên Trưởng ban Tư tưởng Trung ương Đoàn TNCS Hồ Chí Minh, Trưởng ban Tuyên huấn của Ủy ban Trung ương Mặt trận Tổ quốc Việt Nam.
Theo BBC Việt ngữ, ông Đinh Đức Lập còn giữ chức Giám đốc Trung tâm đào tạo cán bộ của Mặt trận Tổ quốc Việt Nam, trước khi được bổ nhiệm trong vai trò quyền Tổng Biên tập báo Đại Đoàn Kết, thay cho ông Lý Tiến Dũng đã chuyển công tác vào cuối tháng 11 năm 2008.. Tuy nhiên, trong 5 năm lãnh đạo tại tờ báo của Mặt trận Tổ quốc Việt Nam, tính đến nay, ông Đinh Đức Lập gặp phải nhiều chỉ trích từ cả báo chí trong nước và các diễn đàn mạng xã hội. "Quyền Tổng biên tập mới bổ nhiệm mới đây đã bị rắc rối vì cáo buộc bằng cấp", tờ này đưa tin..

## Bê bối bằng giả
Ngày 29 tháng 3 năm 2001, khi còn giữ cương vị Trưởng ban Tư tưởng Trung ương Đoàn, Đinh Đức Lập bị phanh phui chạy bằng trung cấp chính trị để được nâng lương và chuyển lên chuyên viên chính.
Báo Điện tử VnExpress, dẫn nguồn tin cho hay, trong đợt xét nâng lương tại Trung ương Đoàn năm ngoái, ông Đinh Đức Lập chạy được cùng lúc 2 tấm bằng: trung cấp chính trị và chứng chỉ ngoại ngữ A, do đó được nâng lương, chuyển từ chuyên viên lên chuyên viên chính.
Trong công văn ngày 2 tháng 10 năm 2000 của Đại học Sư phạm Hà Nội gửi cho Ủy ban Kiểm tra Đảng ủy cơ quan Trung ương Đoàn cũng khẳng định "Trường không có văn bản nào quy định việc học viên tốt nghiệp Khoa Tâm lý thì có trình độ chính trị tương đương trung cấp". Tuy nhiên, ông Lập chỉ chịu hình thức phê bình chưa phải chịu hình thức kỷ luật Đảng sau bê bối này.

## Tại báo Đại Đoàn Kết
Báo Người Cao Tuổi đã thực hiện cuộc điều tra độc lập, về các trường hợp cán bộ, phóng viên của báo Đại Đoàn Kết bị Tổng biên tập Đinh Đức Lập trù úm trong suốt khoảng thời gian ông Lập về nhận chức, dù kêu cứu nhiều lần lên lãnh đạo của Ủy ban Trung ương Mặt trận Tổ quốc Việt Nam.
Nhà báo Hữu Nguyên, Phó Ban Đại diện báo Đại Đoàn Kết tại Thành phố Hồ Chí Minh; Nhà báo Nguyễn Mạnh Thắng, nguyên Phó Ban phụ trách Ban Văn hóa Nghệ thuật); Nhà báo Đặng Thị Kim Ngân, Phó Trưởng ban Khoa giáo đã công khai tố cáo các sai phạm của ông Đinh Đức Lập từ năm 2010 cho đến nay..
Ông Lập bị cáo buộc đã khai hồ sơ giả để được cấp Thẻ nhà báo trong khi trên thực tế không đủ tiêu chuẩn để cấp Thẻ nhà báo theo quy định của Luật Báo chí.
Nhà báo Nguyễn Mạnh Thắng, Phó trưởng ban Văn hóa Nghệ thuật của báo Đại Đoàn Kết cho rằng ông đã bị lãnh đạo cấp trên trù dập khi ông đang tố cáo sai phạm của bí thư chi bộ, tổng biên tập Đinh Đức Lập. Ông Đinh Đức Lập đã ký Quyết định ngày 20 tháng 7 năm 2012 thuyên chuyển công tác của ông Thắng sang phó ban kỹ thuật quản trị mạng (một lĩnh vực mà ông Thắng không được đào tạo). Quyết định này vi phạm điều 8 và điều 37 của Luật tố cáo. Cùng với ông Thắng, Nhà báo Hữu Nguyên (Phó Trưởng ban Đại diện báo Đại Đoàn Kết tại Thành phố Hồ Chí Minh) cũng cáo buộc Tổng Biên tập đương nhiệm trù dập người tố cáo, trong khi mới đây, đã ra quyết định kỷ luật ông trái với các quy định của pháp luật hiện hành.
Đối với Nhà báo Đặng Thị Kim Ngân, Phó Trưởng ban Khoa giáo báo Đại Đoàn Kết cũng không đồng tình với quyết định bao che của ông Lập, với tư cách là Tổng biên tập của báo, đối với một nhân viên dưới quyền, mà nhân viên này là người có liên quan đến vụ môi giới hối lộ cho ông Kim Quốc Hoa, Tổng biên tập báo Người Cao Tuổi, nhằm vận động báo này chấm dứt việc đăng loạt bài về những tiêu cực của một số cán bộ lãnh đạo của Trường Đại học Kinh tế Quốc dân..
Ông Lập cũng được cho là là người phát ngôn trong đoạn video clip (băng ghi âm) được đăng trên Youtube , nói về một số người trong Bộ Chính trị ép ông bán trụ sở Báo Đại Đoàn Kết tại Đà Nẵng cho tư nhân. Tuy nhiên, sau đó ông Lập đã bác bỏ mọi cáo buộc.
Liên quan đến vụ việc, báo Người Cao Tuổi cũng dẫn nguồn tin cho biết, cháu ruột ông Đinh Đức Lập, là Đinh Quang Sơn, Phó Trưởng phòng Kế hoạch - Tài chính báo Đại Đoàn Kết đã bỏ trốn, chiếm dụng hàng tỷ đồng.
Mới đây, ông Đinh Đức Lập tiếp tục bị cáo buộc "Vi phạm quy định của Thủ tướng Chính phủ về tổ chức trao cúp, huy động kinh phí". Cơ quan của Trung ương Hội Người cao Tuổi Việt Nam (một thành viên của Mặt trận Tổ quốc Việt Nam) cho rằng, ông Lập đã vi phạm Quyết định 51/2010/QĐ-TTg của Thủ tướng Chính phủ Việt Nam ký ngày 28 tháng 7 năm 2010(gọi tắt là Quy chế 51). Trong đó, ông Lập tự ra quy chế tổ chức chương trình trao Cúp Tự hào Thương hiệu Việt, đồng thời tổ chức tuyên truyền rầm rộ, đăng báo quảng cáo, trả lời phỏng vấn để đánh bóng hình ảnh, tên tuổi của cá nhân. Ngày 30/7/2011, cúp này đã được trao cho các doanh nghiệp tự xét từ nguồn huy động kinh phí của các đơn vị.. Tổng Biên tập Đinh Đức Lập công khai chức danh Trưởng ban tổ chức trên báo Đại đoàn kết. Báo này là nhà tổ chức chính còn Ủy ban Trung ương Mặt trận Tổ quốc Việt Nam và các đơn vị khác chỉ phối hợp.
Tại Dự án Khu đô thị Bắc Đại Kim, là công trình xây dựng nhà cho cán bộ, nhân viên Báo Đại Đoàn Kết đã có từ năm 2000. Với tổng diện tích trên 4.000 mét vuông. Sau 10 năm bất động, đến năm 2010, ông Đinh Đức Lập tự tuyên bố thành lập Ban Dự án của báo, do đích thân ông phụ trách và chủ trì đôn đốc việc huy động vốn. Từ năm 2010 đến 2012, gần 80 người cả đang làm việc, đã về hưu, hay đã chuyển công tác nhưng tham gia dự án từ năm 2000 đều đã nộp tiền. Tổng cộng, Ban Dự án của báo đã thu tiền đến 4 đợt, ước tính số tiền hàng chục tỷ đồng.
Sự việc trở nên phức tạp vào ngày 7/1/2013, khi bà Lê Thị Kim Yến, Trưởng ban Quản lý Dự án Bắc Đại Kim cho rằng, tính từ năm 2010 đến nay, phía chủ đầu tư chỉ nhận được thanh toán từ Báo Đại Đoàn Kết số tiền trên 1 tỷ đồng, và 45 triệu tiền cho công tác giải phóng mặt bằng. Còn lại hàng tỷ đồng, vẫn chưa nhận được.
Trước áp lực của tập thể cán bộ, công nhân viên chức của báo Đại Đoàn Kết, ông Lập đã cử cấp dưới là Đinh Quang Sơn (cháu ruột của ông Đinh Đức Lập) mang 5 tỷ đồng tới nhà riêng của bà Yến để nộp vào ngày 29 tháng 12 năm 2012, nhưng bà Yến không nhận. Sau đó, nhiều người khác đã cáo buộc hành vi chiếm dụng trái phép của Ban Dự án, do ông Lập chủ trì.

## Sa thải cán bộ
Từ ngày ngày 7 tháng 5 năm 2012, ba nhà báo, gồm: Nguyễn Mạnh Thắng, Đặng Thị Kim Ngân và Bùi Hữu Phước (tức Hữu Nguyên) đã gửi đơn tới Ủy ban trung ương Mặt trận Tổ quốc Việt Nam tố cáo ông Đinh Đức Lập, tổng biên tập và một số thành viên trong ban biên tập của báo Đại Đoàn Kết. Nội dung tố cáo liên quan đến bán tài sản công, tự ý bán trụ sở văn phòng báo tại Đà Nẵng cho công ty tư nhân, sai phạm trong công tác tổ chức cán bộ, vi phạm nguyên tắc Đảng..
Phản ứng trước các tố cáo này, Tổng biên tập Đinh Đức Lập cùng các thành viên hội đồng họp xét kỷ luật báo Đại Đoàn Kết đã quyết định kỷ luật buộc thôi việc cả ba nhà báo.
Ngay sau quyết định kỷ luật các nhà báo, Công đoàn cơ sở Ban công tác phía Nam (Công đoàn cơ quan trung ương Mặt trận Tổ quốc Việt Nam) đã kết luận việc kỷ luật các nhà báo có nhiều sai phạm, liên quan đến Luật Tố cáo 2012, Luật viên chức 2010, Nghị định 27/2012/NĐ-CP của Chính phủ.

## Gian lận Giải báo chí Quốc gia
Báo Người Cao Tuổi ra ngày ngày 25 tháng 6 năm 2014 có đăng bài cáo buộc ông Đinh Đức Lập gian dối nhận Giải báo chí Quốc gia. Theo đó,  tối 21/6/2014, VTV1, VTV6 và Đài Tiếng nói Việt Nam truyền hình và truyền thanh trực tiếp Lễ trao Giải Báo chí Quốc gia lần thứ VIII tại Cung Văn hóa Hữu nghị Hà Nội. Báo Đại Đoàn Kết đã giành một giải B cho loạt bài "25 năm trận chiến bảo vệ Trường Sa 1988: Khúc tưởng niệm tháng Ba" của nhóm 4 tác giả. Khi người dẫn chương trình giới thiệu nhóm tác giả lên nhận giải, khán giả thấy có ông Đinh Đức Lập, Tổng Biên tập Báo Đại Đoàn Kết đạo mạo bước lên sân khấu nhận Giấy chứng nhận rồi nhận Kỉ niệm chương của Ban Tổ chức. Báo Đại Đoàn Kết ra ngày 23/6/2014 cho biết Đức Anh là bút danh của ông Đinh Đức Lập, một trong những tác giả của loạt bài được giải B. Nhưng đó là một sự gian lận trắng trợn. Bởi ông Đinh Đức Lập (Đức Anh), không có bài tham dự.
Sư thật là 4 bài báo trong loạt bài được giải B của Báo Đại Đoàn Kết "25 năm trận chiến bảo vệ Trường Sa 1988: Khúc tưởng niệm tháng Ba" của các tác giả: Luật gia Trần Công Trục, Mai Thắng, Khánh Ly và Hoàng Thu Phố (Thanh Bình) đăng trên Báo Đại Đoàn Kết từ ngày 11/3 đến 14/3/2013. Bản "Thống kê danh sách tác giả kèm theo tác phẩm dự giải báo chí quốc gia lần thứ VIII năm 2013" của Chi hội Nhà báo Báo Đại Đoàn Kết ngày 30/3/2014, Phó Thư ký Chi hội Nhà báo Báo Đại Đoàn Kết Nguyễn Thị Cẩm Thúy ghi rõ thông tin về loạt bài "25 năm trận chiến bảo vệ Trường Sa 1988: Khúc tưởng niệm tháng Ba" dự thi ở phần số thứ gồm 4 kì đăng tải từ ngày 11/3 đến 14/3/2013 mà không có bài nào của Đức Anh (bút danh của ông Đinh Đức Lập).
Bài báo đặt vấn đề, tại sao Đức Anh (Tổng Biên tập Báo Đại Đoàn Kết Đinh Đức Lập) không phải là tác giả của bất kì bài nào trong 4 bài báo dự thi lại có tên trong quyết định tặng giải thưởng giải báo chí quốc gia? Tiến sĩ Trần Bá Dung và nhà báo Nguyễn Chí Tiến (thuộc Hội Nhà báo Việt Nam và Hội đồng Giải Báo chí Quốc gia) cho biết: Với số lượng bài gửi dự thi rất lớn, công việc nhiều, thời gian lại gấp rút, nên Ban Thư ký Tổng hợp Giải báo chí Quốc gia không thể tự thống kê được các tác giả, cũng không thể biết được chắc chắn tên tác giả và bút danh của các bài dự thi. Vì vậy, việc thống kê tên tác giả cụ thể trong các loạt bài do Chi hội, Liên chi hội Nhà báo có tác phẩm dự thi cung cấp. Nếu Chi hội Nhà báo Báo Đại Đoàn Kết không cung cấp thì chúng tôi không thể tự nghĩ ra và ghi thêm cái tên Đức Anh vào được…
Báo Người Cao Tuổi kết luận, như vậy đã rõ, Phó Thư ký Chi hội Nhà báo Báo Đại Đoàn Kết Nguyễn Thị Cẩm Thúy đã đồng lõa với ông Đinh Đức Lập, gian dối một cách trắng trợn, cố ý đưa tên   Đức Anh (Đinh Đức Lập) vào để nhận giải báo chí quốc gia lần thứ VIII.
BBC Việt Ngữ ngày ngày 9 tháng 7 năm 2014 dẫn lời một quan chức của Hội Nhà báo Việt Nam cho biết Hội đồng Giải Báo chí Quốc gia đã có quyết định xóa tên Đức Anh (Đinh Đức Lập) ra khỏi giải B Giải Báo chí Quốc gia lần thứ VIII-2013 đã trao cho ông Đinh Đức Lập do ông này không có tên trong loạt bài đoạt giải.
Báo Người Cao Tuổi ra ngày 10-7-14 có bài "Ông Đinh Đức Lập bị thu hồi Giải Báo chí Quốc gia lần thứ VIII năm 2013". Báo này cho biết, ngày ngày 8 tháng 7 năm 2014, trong buổi giao ban báo chí Trung ương tại Hà Nội, ông Hà Minh Huệ - Phó chủ tịch thường trực Hội Nhà báo Việt Nam, Phó chủ tịch Hội đồng Chung khảo Giải báo chí Quốc gia lần thứ VIII-2013 - công khai thông báo về Quyết định của Hội đồng Chung khảo Giải Báo chí Quốc gia lần thứ VIII – 2013, xóa tên Đức Anh (tức Đinh Đức Lập) khỏi danh sách tác giả được trao giải. Đây là việc làm thể hiện tính nghiêm minh của Hội đồng Chung khảo và lãnh đạo Hội, trả lại sự công bằng cho các tác giả của loạt bài "25 năm trận chiến bảo vệ Trường Sa 1988: Khúc tưởng niệm tháng Ba", bảo vệ uy tín và danh dự cho những nhà báo chân chính.